# 瓦瑟比利希

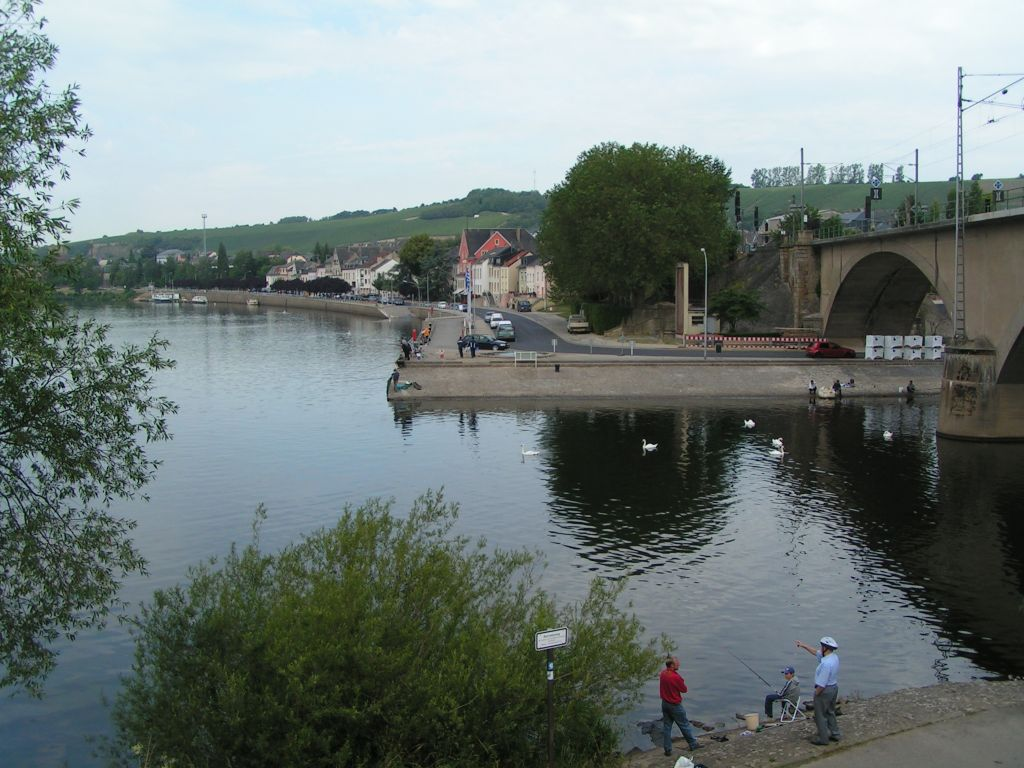
绍尔河（右）注入摩澤爾河（左）处

瓦瑟比利希（德语）是卢森堡市镇梅尔泰特的一个小镇，位于绍尔河与摩泽尔河汇流处。

## 历史

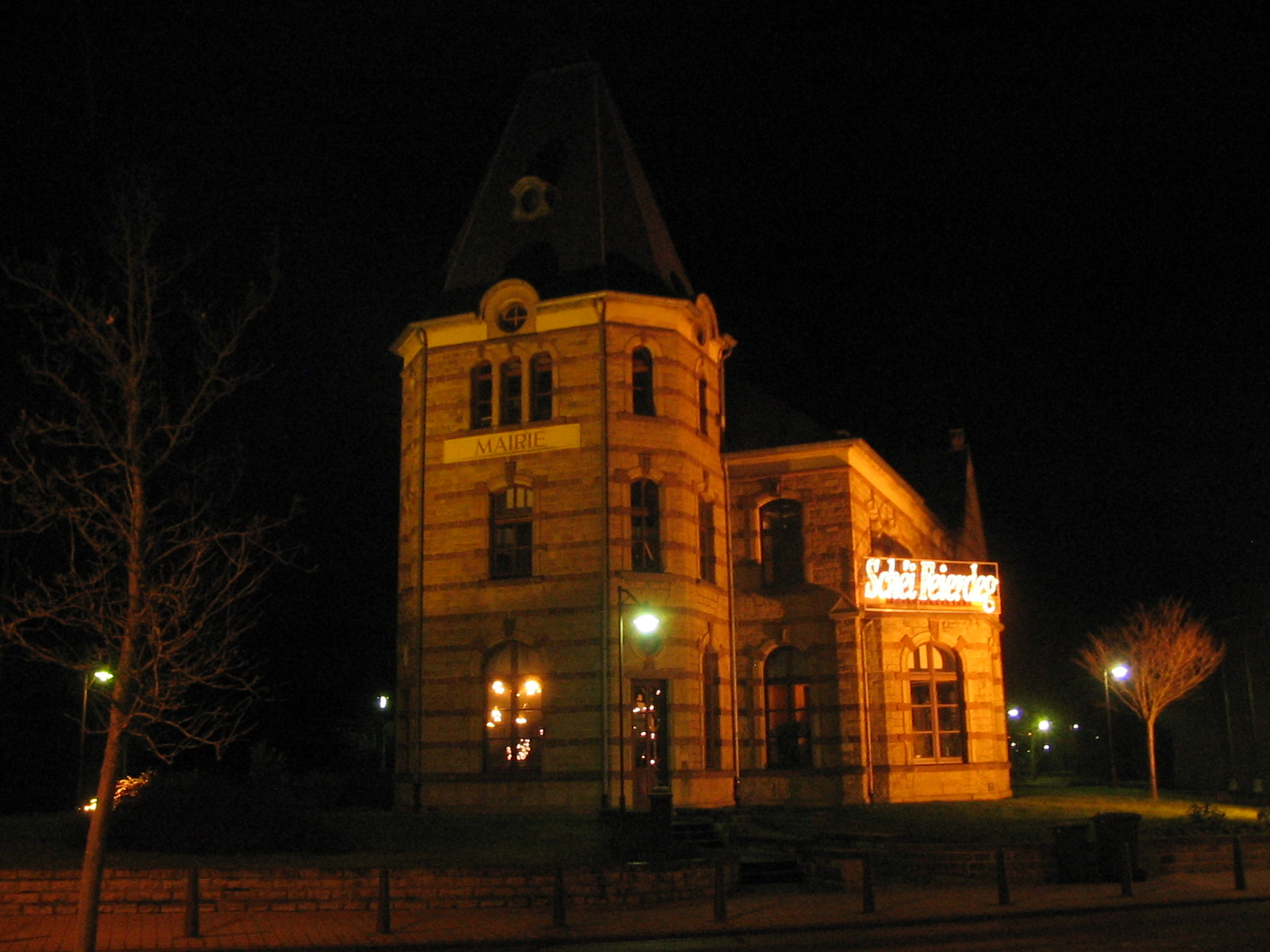
市政府

早在罗马帝国时期当地就已经有一个名为的村落。

## 位置
瓦瑟比利希高度为海拔130米，是卢森堡最低点。它位于德国边境上。

## 经济

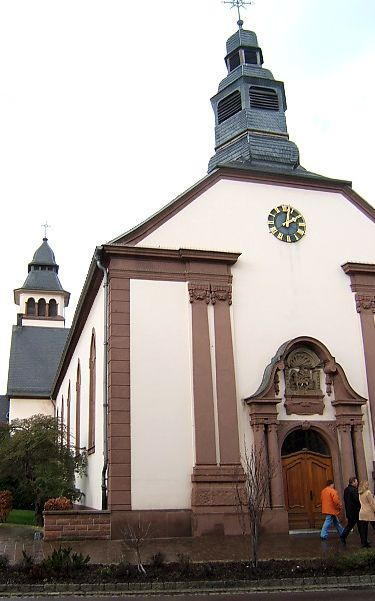
教堂

瓦瑟比利希有2300名居民，由于它离德国很近，因此当地有许多边境往来和贸易。尤其由于德国和卢森堡之间税收不同造成的油价差异吸引了许多德国人到这里来加油。在两国之间卢森堡侧的公路上有14家加油站连在一起，就连原来的关卡建筑也被改造为加油站了。

### 铁路交通

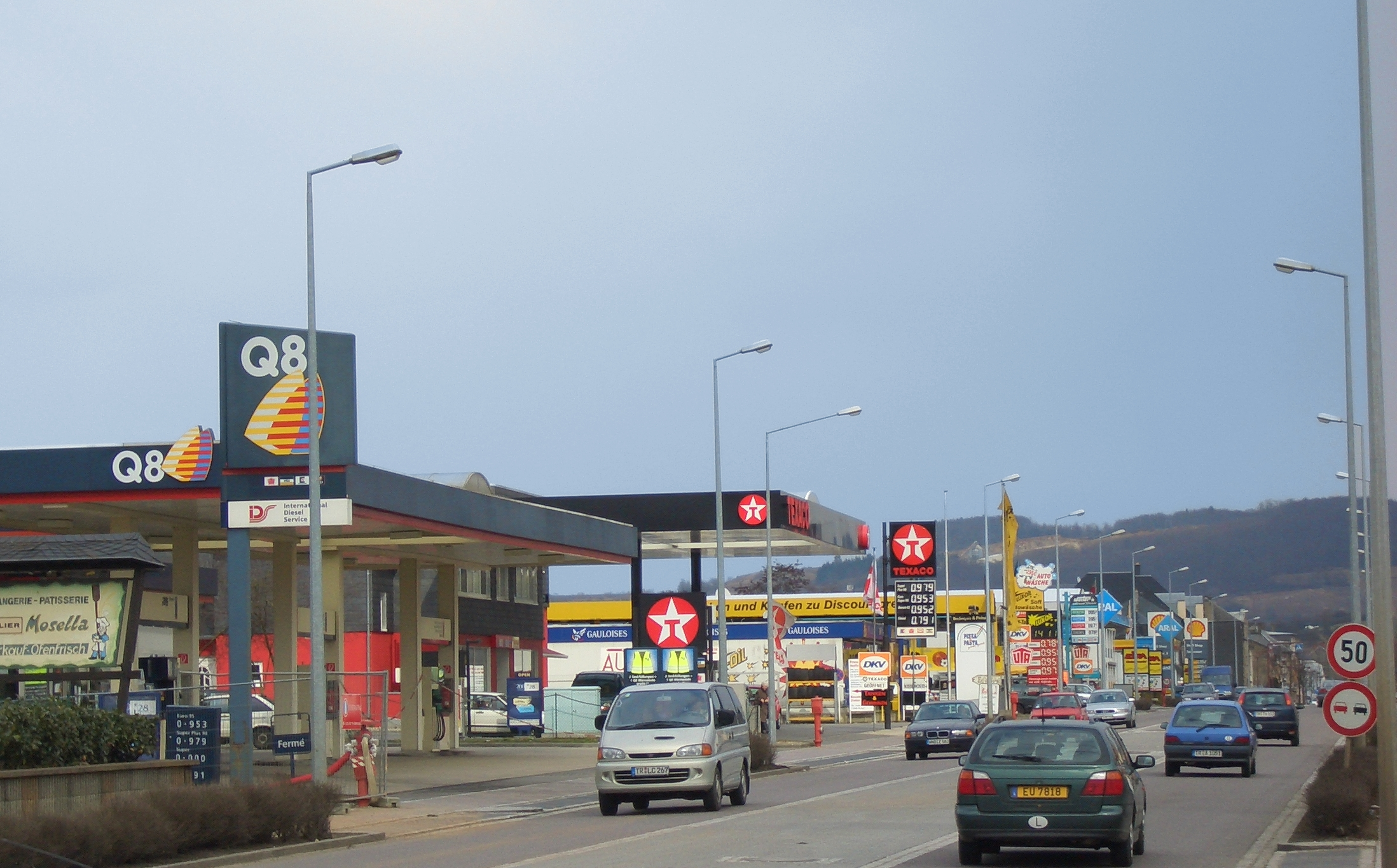
加油站

在瓦瑟比利希火车站有三条铁路交汇。

## 2000年人质事件
2000年一名突尼斯移民在瓦瑟比利希冲入一座幼儿园把约23名孩子和三名阿姨当作人质抵押。他是因为与妻子离婚后法院判决把照顾孩子的权利判给母亲而采取此举的。他要求提供一架飞机把他送往利比亚。经过30小时无效谈判后三名假扮为记者的卢森堡特种警察对他头部开枪将他击为重伤。罪犯后来被判无期徒刑。

## 名人
- 雅克·桑特（1937年5月18日出生），1995年至1999年任欧洲委员会主席